# Hjalmar Andersson
Hjalmar Andersson (Suecia, 13 de julio de 1889-2 de noviembre de 1981) fue un atleta sueco, especialista en la prueba de campo través por equipo en la que llegó a ser campeón olímpico en 1912.

## Carrera deportiva
En los JJ. OO. de Estocolmo 1912 ganó la medalla de plata en el campo través, 45:44 segundos, llegando a meta tras el finlandés Hannes Kolehmainen (oro con 45:11 s) y por delante de su compatriota el también sueco John Eke (bronce). También ganó la medalla de oro en el campo través por equipo, consiguiendo 10 puntos, por delante de Finlandia (plata) y Reino Unido (bronce), siendo sus compañeros de equipo: John Eke y Josef Ternström.